# Астрономія у Стародавньому Китаї

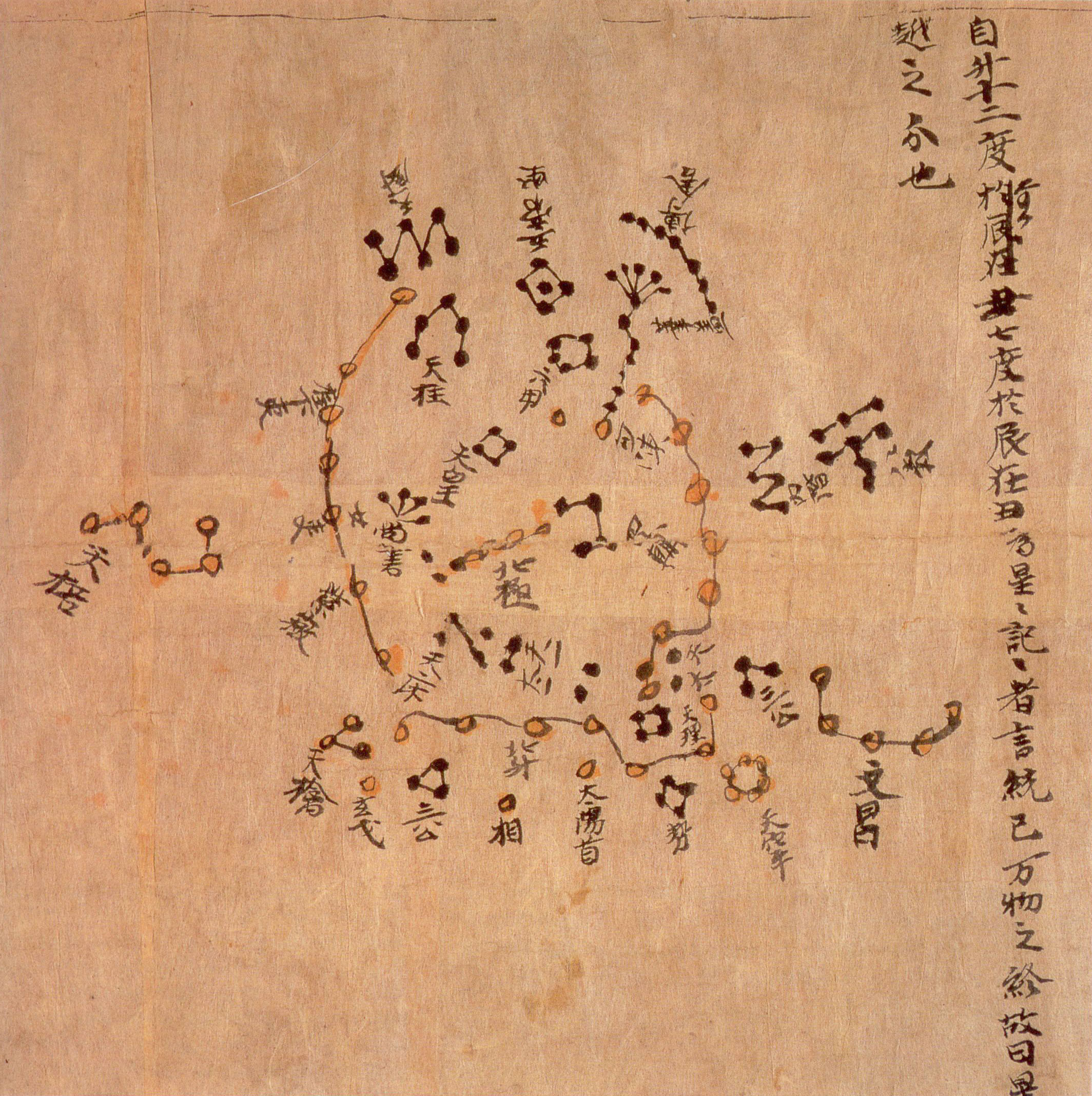
Фрагмент давньої китайської карти зоряного неба

Астроно́мія у Старода́вньому Кита́ї — астрономічні знання, спостереження й погляди стародавніх китайців.
Астрономія в Китаї має дуже довгу історію та давні традиції. На думку британського вченого Джозефа Нідема (Joseph Needham), китайці до арабів були найбільш наполегливими та точними спостерігачами небесних явищ у світі. Різні китайські автори твердять, що історія астрономії в країні сягає періоду раніше другого тисячоліття до нашої ери. Нідерландський же астроном А. Паннекук пише, що такі твердження ґрунтуються здебільшого на легендах і пізніших домислах, оскільки багато відомостей з давніх часів або просто не дійшло до нас, або було втрачено, або було спотворено. Сам же А. Паннекук початок дійсної історії китайської астрономії відносить до першого тисячоліття до н. е.
Спочатку основним хронометром для китайців слугував місячний календар. З 350 року до н. е. китайцям було відомо, що тривалість року становить понад 365 днів.

## Китайські астрономи

Чжан Хен

- Су Сун (苏颂, 1020 — 19 червня 1101) — китайський вчений-енциклопедист, астроном, державний діяч часів династії Сун.
- Чжан Хен (*78 — †139) — видатний китайський вчений, астроном, географ, картограф, поет, державний службовець часів династії Рання Хань.

## Відомі факти

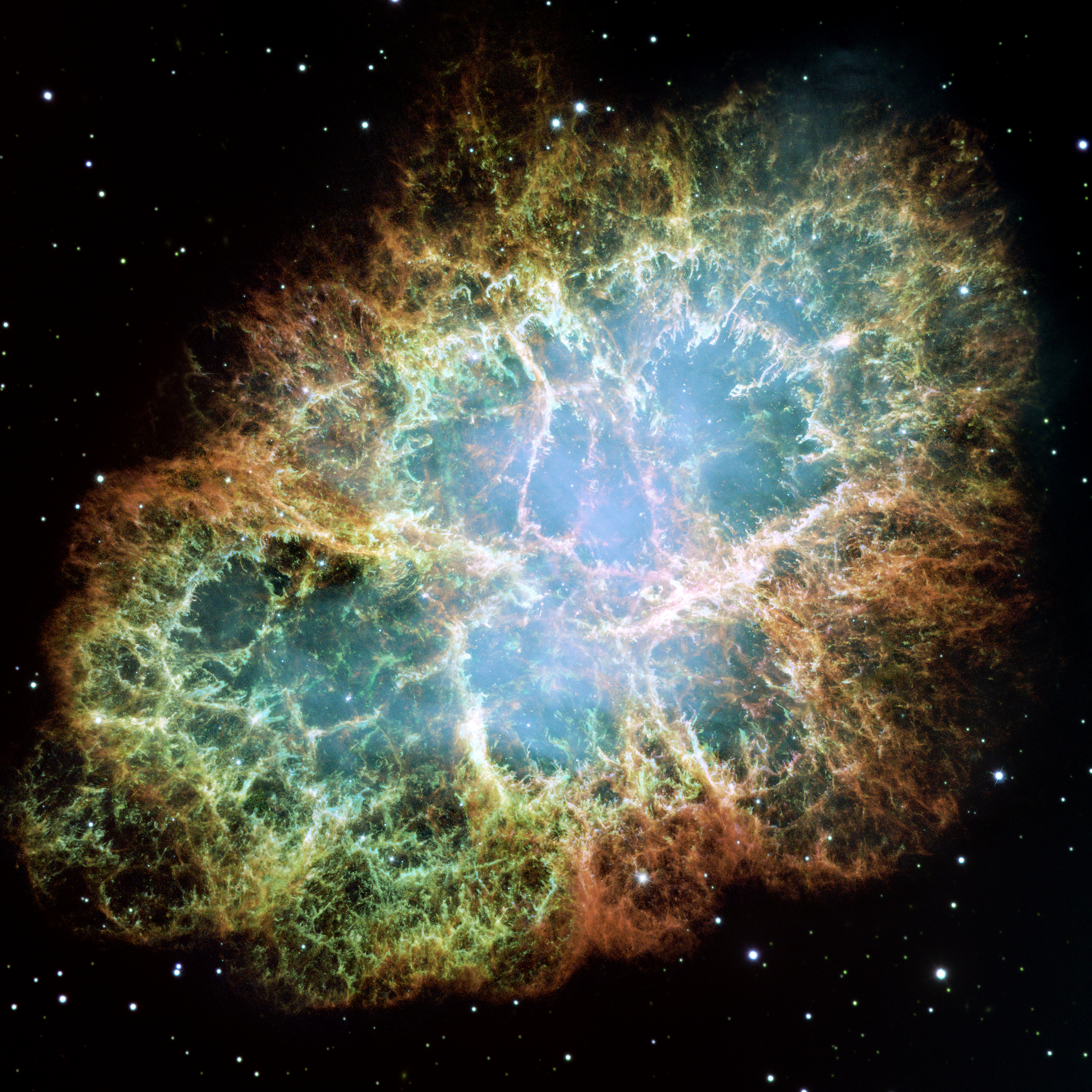
Крабоподібна туманність

- У 1054 році китайські астрономи першими письмово зафіксували спалах від вибуху наднової зорі SN 1054, залишки якої утворили Крабоподібну туманність.